# ゼータ函数 (作用素)
作用素 {\displaystyle {\mathcal {O}}} のゼータ函数は、以下のように定義される関数である。
{\displaystyle \zeta _{\mathcal {O}}(s)=\operatorname {tr} {\mathcal {O}}^{-s}}
の右辺が存在するような s に対してはこの式で、他の s の値に対してはこの函数の解析接続として定義される。ここに tr は函数のトレースを表す。
ゼータ函数は、次の式で作用素 {\displaystyle {\mathcal {O}}} の固有値 {\displaystyle \lambda _{i}} によってスペクトルのゼータ函数(spectral zeta function) としても表現できる。
{\displaystyle \zeta _{\mathcal {O}}(s)=\sum _{\lambda _{i}}\lambda _{i}^{-s}\ .}
これは汎函数行列式を厳密に定義することに使われる。それは
{\displaystyle \det {\mathcal {O}}:=e^{-\zeta '_{\mathcal {O}}(0)}\;}
で与えられる。
ミナクシサンドラム–プレイジェルゼータ函数は、作用素がコンパクトリーマン多様体のラプラシアンの場合の例である。
また、この考え方は、ゼータ函数正規化や解析的トーションに適用される。
さらに、代数幾何学的に一般化された熱核の方法とともに、作用素のゼータ函数は、アラケロフ理論の最も重要な動機の一つになっている。